# Кампанила собора Святого Марка
Кампанила собора Святого Марка (итал. Campanile di San Marco) — отдельно стоящая колокольная башня (кампанила) высотой 98,6 метров при соборе Святого Марка в Венеции. Находится на площади Сан-Марко.

## История

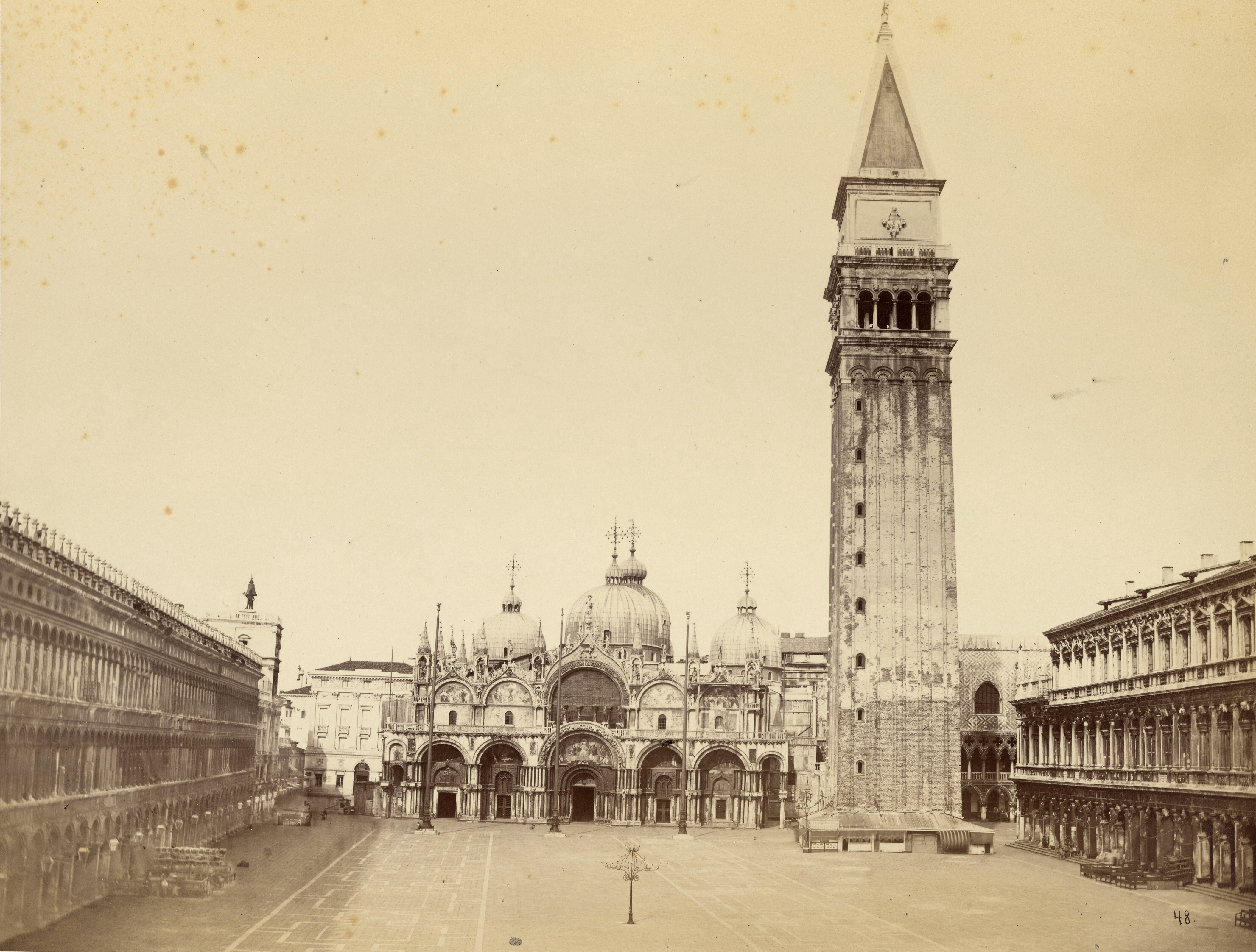
Башня на фоне собора. Примерно 1860-е гг.

Впервые на этом месте в IX веке была построена сторожевая башня, которая служила также маяком для кораблей, входивших в лагуну. В сегодняшнем виде колокольня была отстроена к 1514 году. Служила образцом для кампанил в венецианских владениях, разбросанных по берегам Адриатики, в том числе в Далмации.
Башня увенчана пирамидальным шпилем с флюгером в виде золотого ангела, который был установлен в начале XVI века. В конце XVII века русский путешественник П. А. Толстой оставил следующее описание памятника:
На тех же площадях у костёла святаго Марка колоколня четвероуголная, каменная, зело высока, зделана гладкою работою; и на неё поделаны всходы предивные, широкие и отлогие; а колокола на той колоколне не зело великие; а звонят и благовестят во всей Венецы очепами. Та помяненная колоколня покрыта шатром, и вместо креста поставлено подобие ангела медное, литое, предивной работы.
Толстой рассказывает, как во время карнавала с верхней площадки был скинут канат, привязанный другим концом «на краю Марковой площади при самом море», и как «по тому канату с низу на верх той колоколни взъехал один человек на льве, зделанном из дерева изрядною работою, власно [точно] как живой».

## Описание

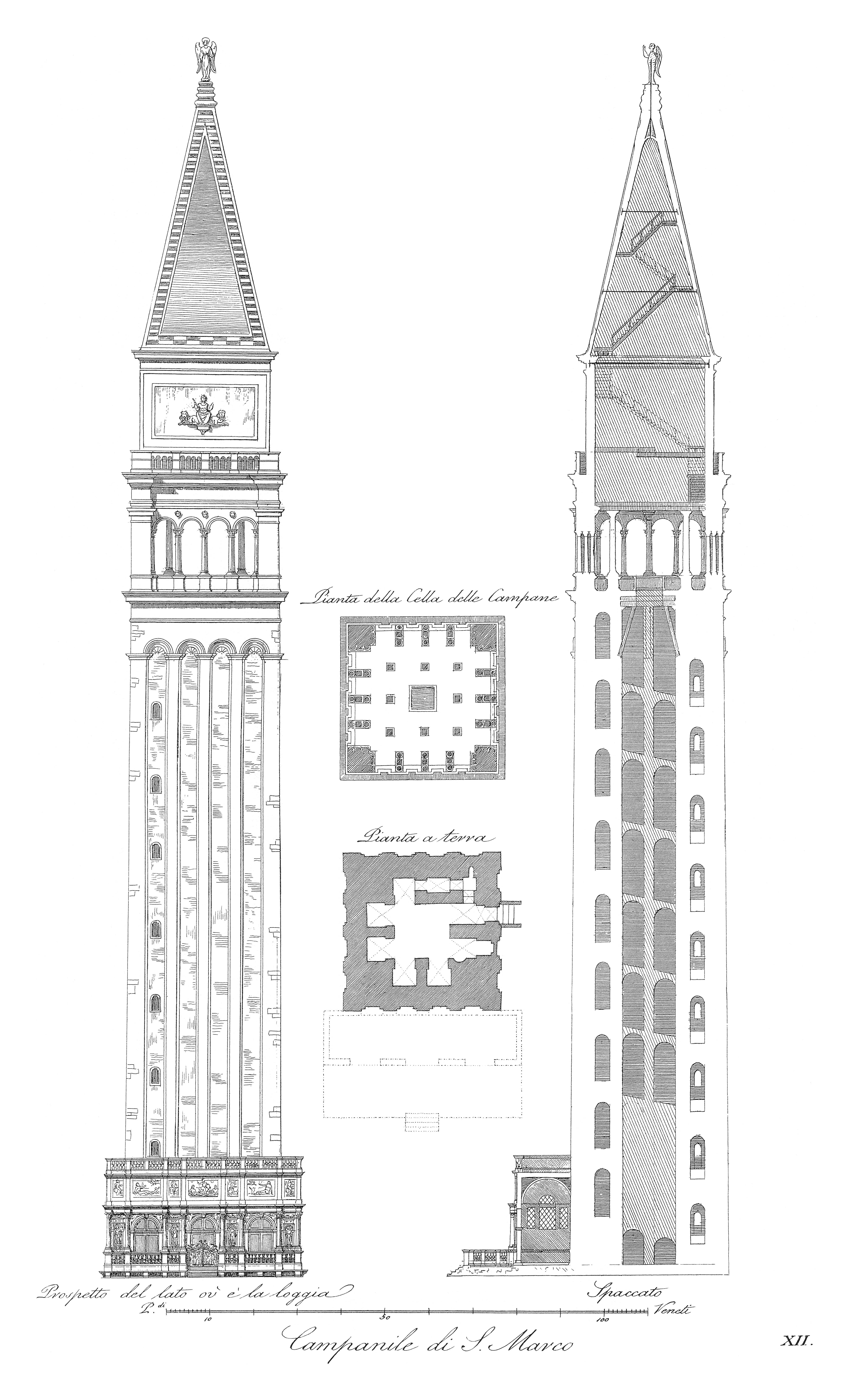
Чертежи башни из книги 1831 года

Башня состоит из прочной кирпичной шахты, которую в Средние века использовали как вместилище для пыточной клетки; колокольной площадки, на которой размещается пять колоколов, и площадки обозрения. Каждый из колоколов имел своё назначение. Самый большой, под названием «Мараньона», призывал людей на работу рано утром и звонил во время обеда.
Рядом с колокольней располагается лоджетта, в которой размещалась охрана Дворца дожей. Лоджетта была построена Якопо Сансовино.

## Обрушение

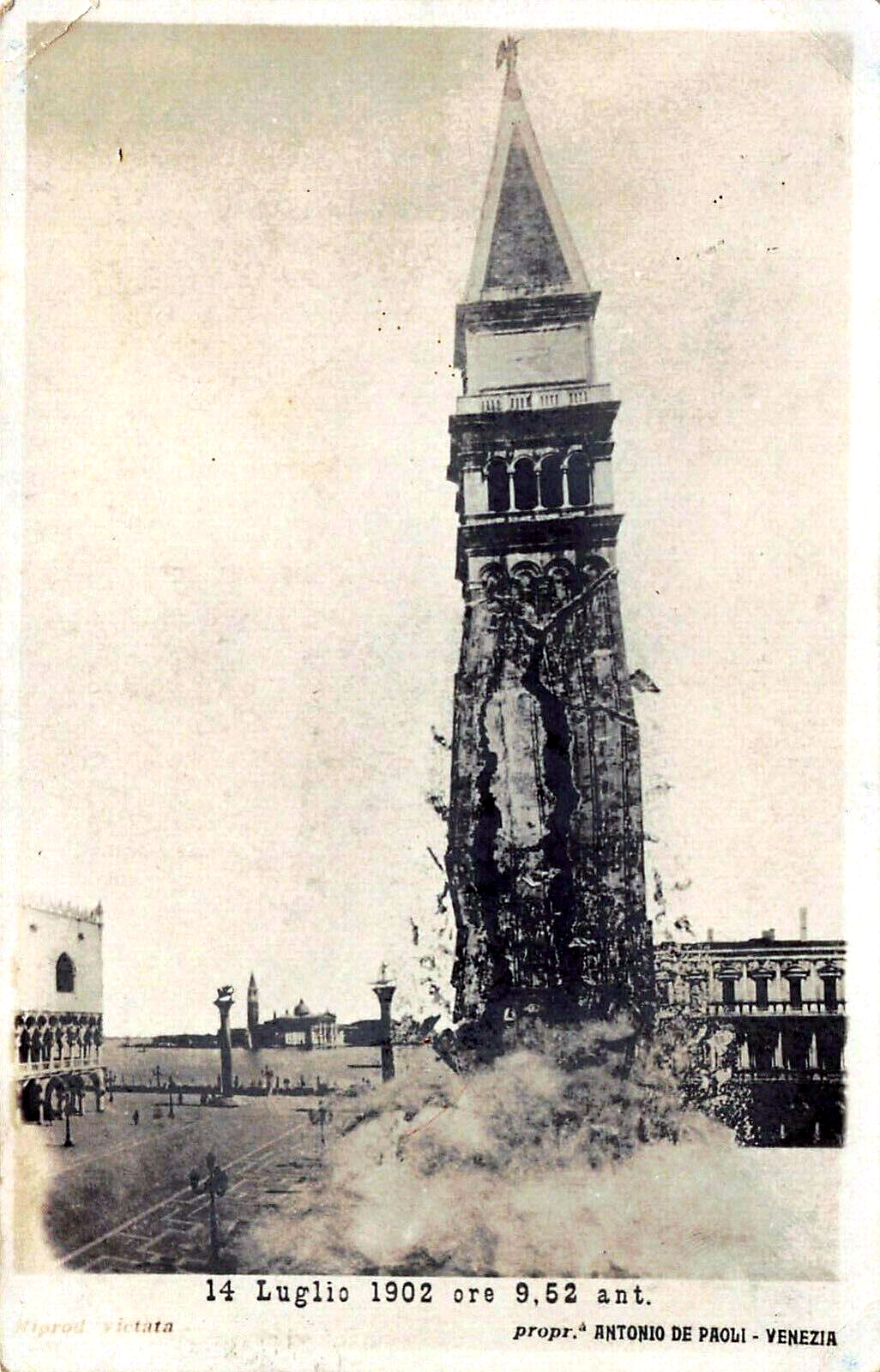
Ненастоящая фотография, изображающая обрушение кампанилы собора Святого Марка (попытка реконструкции)

14 июля 1902 года колокольня полностью обрушилась. Причинами падения стали землетрясения, удары молний и общий износ постройки. При падении башня разрушила также и лоджетту и ближайший угол Дворца дожей. При разрушении башни не пострадал ни один человек, пропала только кошка смотрителя.
Городские власти приняли решение восстановить башню «где была и как была» (итал. dov'era e com'era), в точности повторив внешний вид и усилив конструкцию. Научное исследование фундамента башни было поручено археологу Джакомо Бони. Восстановленная колокольня была открыта в День святого Марка 25 апреля 1912 года.